# Cała naprzód (film 1955)
Cała naprzód – amerykański musical z 1955 w reżyserii Roya Rowlanda z Jane Powell w roli głównej. Film powstał na podstawie sztuki Shore Leave Huberta Osborne’a oraz musicalu Clifforda Greya i Leo Robina.

## Obsada
- Jane Powell – Susan Smith
- Tony Martin – William F. Clark
- Debbie Reynolds – Carol Pace
- Walter Pidgeon – Daniel Xavier Smith
- Vic Damone – Rico Ferrari
- Gene Raymond – Wendell Craig
- Ann Miller – Ginger
- Russ Tamblyn – Danny Xavier Smith
- J. Carrol Naish – pan Peroni
- Kay Armen – pani Ottavio Ferrari
- Richard Anderson – porucznik Jackson
- Jane Darwell – Jenny